# Invasión secreta
Invasión secreta (en inglés: Secret Invasion), es un crossover ficticio en formato serie limitada escrito por el estadounidense Brian Michael Bendis y dibujado por Leinil Francis Yu, publicado por la editorial Marvel Comics en 2008.
La serie cuenta una invasión ficticia sobre el planeta Tierra planeada por la raza alienígena Skrull, sobre cómo se infiltraron (suplantando algunos superhéroes) y cómo se desarrolla la guerra.
En diciembre de 2020, se anunció una miniserie de televisión basada en la historia para Disney+ como parte del Universo cinematográfico de Marvel (UCM) que contará con un elenco conformado por Kingsley Ben-Adir, Emilia Clarke, Olivia Colman, Samuel L. Jackson (Fury) y Ben Mendelsohn (Talos).

## Antecedentes
Después de la Guerra Kree-Skrull, un grupo secreto llamado los Illuminati (conformado por Iron Man, Doctor Strange, Namor, Reed Richards, Rayo Negro y Charles Xavier), viajan a la capital del imperio de los Skrull con el fin de advertir a su emperador de que la Tierra no toleraría otro ataque por parte de ellos. En el momento en que se retiran son atacados y capturados por los Skrull. Durante su reclusión, cada uno de los Illuminati fue exhaustivamente estudiado con respecto a su principal y más poderosa característica (la armadura de Iron Man, la magia del Dr. Extraño, la razón de la fuerza de Namor, la elasticidad de Reed Richards, las cuerdas vocales de Rayo Negro y los poderes psíquicos de Charles Xavier).
Poco después consiguieron escapar, pero la raza ya tenía lo que quería de ellos. Los Illuminati comprendieron que una invasión Skrull era inminente. Tiempo después la reina Skrull Veranke, siguiendo una antigua profecía, comienza a reclutar y mover sus tropas para una invasión ya que la Tierra es el único lugar donde podrían sobrevivir después de que Galactus devastase el imperio. El primer Skrull que se pudo infiltrar fue una versión de Elektra Natchios. En el momento en que la invasión fue planeada, hubo muchas cosas que los Skrulls debieron tratar: 
- Primero: Los mutantes; se dejó claro que el imperio no podría pelear contra un ejército de mutantes y esa fue la razón por la que sobrevinieron los eventos de House of M.
- Segundo: Se necesitaba que los superhéroes se dividieran, pelearan entre ellos... motivo por el que tuvieron lugar los eventos de Civil War.
- Tercero: Las minas de vibranium en la tierra salvaje, mineral con el que podrían elaborarse armas tan poderosas que no le darían ninguna oportunidad al imperio Skrull de conquistar la Tierra.
- Cuarto: La disolución de Los Vengadores. Se necesitaba que los héroes más poderosos de la Tierra no estuvieran y efectivamente se consiguió que Hulk fuera encerrado bajo tierra (en World War Hulk), Thor murió en batalla en el Ragnarok, la Bruja Escarlata se volvió mentalmente inestable y desapareció, el Dr. Extraño dejó de ser el Hechicero Supremo y, por último, se asumió que Sentry tarde o temprano acabaría por sucumbir a su propia locura.

## Invasión Secreta

### Después de la guerra Kree-Skrull
Poco después de la guerra Kree-Skrull, un pequeño grupo de héroes de la Tierra se unieron para enfrentar en secreto al Imperio Skrull. Oficialmente se hacen llamar "Iluminati", este grupo representa las diversas facciones del universo Marvel, y consistió en Iron Man, Mr. Fantástico, Namor, Rayo Negro, Charles Xavier y Doctor Extraño. Atacaron la capital del imperio, y luego amenazaron al emperador de que otro ataque de los Skrulls llevaría a la guerra. Pero fueron capturados y separados, y se experimentó con ellos. Los Skrulls analizaron a sus cautivos (fisiología, genética, tecnología, etc.) y la información obtenida a partir de su comportamiento hasta que Iron Man fue capaz de provocar una fuga. Los Illuminati reconocieron que otro ataque era inevitable, mientras que el Imperio Skrull empezó a hacer uso de los datos recopilados. La investigación dio lugar a la creación de clones imposibles de distinguir de los originales, que tenían la capacidad de duplicar casi cualquier poder sobrehumano y eran plenamente conscientes de las emociones o recuerdos de la persona que copiaban. 
La heredera al trono Skrull, la Princesa Veranke, alegó que una profecía predijo la aniquilación de su planeta y la necesidad de encontrar uno nuevo en este caso la Tierra. El Rey Dorrek la exilió de su mundo a una prisión por incitar el extremismo religioso. Después de la destrucción del planeta Skrull por Galactus, Veranke se convirtió en reina de linaje, que señala el resurgimiento del Imperio Skrull bajo su mando. Ella decidió liderar una invasión contra la Tierra con la información de los humanos obtenida de los Iluminati. El plan consistía en disfrazarse a sí mismos como personas importantes en la sociedad y debilitar las defensas de la Tierra desde dentro, lo que dejaría vulnerable el planeta para un asalto militar. Veranke ha decidido que ella misma suplantaría a Spider-Woman, razonando cómo se podría hacer el mayor daño.

### La Infiltración
Después de los acontecimientos de Secret War, Nick Fury pasa a la clandestinidad tras descubrir que una invasión alienígena es inminente. Fury recluta a Jessica Drew (Spider-Woman) para infiltrarse en HYDRA y S.H.I.E.L.D., de esta forma mantendría vigilancia en ambos frentes en busca de cualquier actividad sospechosa. Sin embargo la célula de H.Y.D.R.A. con la que hace contacto, súbitamente se revela como un escuadrón de invasión Skrull. Esto da ocasión a la reina Veranke de reemplazar a Jessica Drew. Fury recluta a la exagente S.H.I.E.L.D., Daisy Jonhson con el fin de reclutar un grupo de adolescentes superpoderosos cuya existencia solo Fury conocería. Los adolescentes (Yo Yo, Druid, Stonewall, Phobos y Hellfire) junto con la propia agente Jonhson forman los nuevos Howling Commandos de Nick Fury. Gracias al corto tiempo en que la reina Veranke sustituyó a Jessica Drew y la fuga masiva de La Balsa, el plan Skrull avanza sobre ruedas, pero al mismo tiempo, Veranke es invitada a formar parte de los Nuevos Vengadores, lo cual acepta para poder infiltrar al grupo. 
Bajo las órdenes de la Reina, un grupo de infiltrados Skrull disfrazados de agentes S.H.I.E.L.D. y dirigido por un nuevo agente Skrull encubierto como de Fontaine comenzó a explotar las minas de vibranium en la tierra Salvaje, utilizando como esclavos a los nativos. Son descubiertos por Ka-Zar, Shanna y Sauron, que organizan una fuerza guerrillera para oponerse a la inminente invasión Skrull. Los agentes S.H.I.E.L.D. Skrulls, con excepción del Skrull de Fontaine, son destruidos por una explosión del Portaaviones cuando los Nuevos Vengadores viajan a la Tierra Salvaje. 
Algún tiempo después, se desata una batalla entre los Nuevos Vengadores y el clan ninja La Mano por la suerte de Maya López (Echo). Durante la lucha, Echo se libera de la influencia de la mano y asesina a su líder Elektra. Momentos después de su muerte, Elektra se revela como un Skrull. Aumentando las tensiones entre los Nuevos Vengadores, ya que nadie fue capaz de detectar la verdadera naturaleza Elektra, suponen que cualquiera de ellos también podría ser un Skrull. Spider-Woman sugiere que se entregue el cadáver de la Elektra Skrull a Iron Man, pero Luke Cage se opone, pues cree que Iron Man también es un Skrull. Durante el accidente de aterrizaje de la nave en la que viajan debido a la pelea de los The Mighty Avengers contra el virus Ultron, Spider-Woman noquea a Wolverine, el único miembro del equipo que sigue consciente después del impacto, y roba el cadáver de Elektra para llevarlo ante Iron Man. 
Iron Man entra en shock al contemplar el cadáver de la Elektra Skrull, entonces asume que es consecuencia del ataque de los Iluminati al imperio Skrull años atrás. Él reúne al grupo por primera vez desde su separación poco antes de Civil War, y se pregunta si esto significa que una invasión ha tenido lugar. El grupo se muestra sorprendido y se sorprende aún más cuando Black Bolt habla para dar su opinión. Se revela que Black Bolt también es un Skrull y comienza a pelear contra el grupo. Este falso Black Bolt además de los poderes del original posee los poderes combinados de los demás Illuminati. Namor se las arregla para matar al falso Black Bolt, pero después son atacados por otros 2 Skrulls con los poderes de Cíclope, Coloso, y Nightcrawler; además uno de ellos carga una copia tecnológica del martillo de Thor Mjolnir. Estos Skrulls son asesinadas por Iron Man, que detona una pequeña bomba nuclear con su armadura. Namor les recuerda que cualquiera de ellos también podría ser un Skrull, y que la confianza se ha roto. Tras esto los cinco toman caminos diferentes.

### La Invasión
La historia comienza con El Pasaje de los 11, un versículo del Libro de los Mundos de los Skrulls:
"La Destrucción no se puede detener. Cuando llegue quien te dará la mano cuando necesites ayuda. Sólo él abrirá las puertas del cielo por ti y por tus hermanos".
Años atrás, un comando explorador Skrull se dirige a unas cuevas, anunciando a varios seres con túnicas que el imperio ha sido destruido. Tal y como lo dicen las escrituras, es momento de actuar. El comando parece asentir a las órdenes de su "Reina".
Ahora. En la base espacial de S.W.O.R.D. en la órbita terrestre, Dum Dum Dugan está de visita junto con la agente Abigail Brand y se disponen a iniciar una reunión, cuando de repente los radares de la base detectan una nave Skrull, que impacta en la Tierra Salvaje. De inmediato, Tony Stark es notificado de dicho evento, y deja a Hank Pym y Reed Richards a cargo de la autopsia del cadáver del Skrull que se hizo pasar por Elektra, cuya fisiología se ha perfeccionado para ser indetectable, suponiendo que es sólo el comienzo de una invasión. Tony le avisa a Spider-Woman, quien a su vez le notifica a Luke Cage y a sus Nuevos Vengadores, ya que prefiere confiar más en ellos que en el propio Stark para interceptar a la nave Skrull. Jarvis escucha atento. Con la ayuda de Cloak, los Nuevos Vengadores entran en la Torre Stark y dan cuenta de Black Widow, para robarse un Quinjet. Stark aparece y se da cuenta del hecho. Nuevos Vengadores llegan a la Tierra Salvaje. Al acercarse a su destino, los Vengadores se dan cuenta de que la base en donde fueron capturados por los Mutantes de Sauron (Nuevos Vengadores #5), no está igual como la habían dejado anteriormente. Sin embargo, eso no los detiene, y llegan a donde se encuentra la nave, sólo para ser interceptados por Iron Man y sus The Mighty Avengers. Cage no escucha las amenazas de Tony y abre la compuerta de la nave.
En ese mismo instante, Dum Dum Dugan musita: "El Te Ama" Acto seguido, la base de SWORD explota, y sus ocupantes activan sus trajes especiales para sobrevivir al vacío del espacio.
Jarvis, en la Torre Stark, saca de su traje un control remoto, liberando un virus alienígena, que afecta la biotecnología de Stark, así como a todas sus propiedades. Jarvis susurra "El Te Ama".
Edificio Baxter, un turista se separa de un grupo visitante, se trata de Lyja que toma la forma de Sue Storm, accediendo al laboratorio de Reed Richards, sin hacer caso a los saludos de su hermano Johnny, y sus hijos Franklin y Valeria. Johnny creía que Susan estaba en Vancouver. Invisible Woman activa un portal hacia la Zona Negativa, el cual engulle toda la parte superior del Edificio Baxter. Repitiendo "El Te Ama".
Mientras, en la Tierra Salvaje, Tony se colapsa, con su armadura inservible. Cage cree que es un engaño, y los demás dudan en ayudarlo. La agente Brand notifica a SHIELD lo sucedido en el espacio, pero Maria Hill no puede hacer nada, ya que el virus también afectó la infraestructura tecnológica del Helicarrier, que parece colapsarse sobre una metrópoli americana. Tiempo seguido, la Montaña Thunderbolt es atacada por nada menos que el Capitán Mar-Vell de los Kree, dejando fuera de combate a los Thunderbolts: Norman Osborn, Songbird y Swordsman. La Balsa y del Cubo ambas prisiones para supervillanos son desactivadas liberando a todos sus presos, También, en la prisión de Máxima Seguridad de la Bóveda, ocurre un desperfecto en los sistemas, permitiendo que los internos escapen, incluyendo Doctor Doom, capturado recientemente. El Kree Noh Varr, quien tomó como suya la prisión secreta de El Cubo, es testigo de un motín provocado por fallas en los sistemas de seguridad. Noh Varr decide poner fin a su auto exilio, y deja la prisión.
Los Vengadores no saben qué hacer, y parece que todo culminará en una pelea, pero de pronto, la escotilla de la nave se abre y aparecen unos curiosos tripulantes:
Capitán América, Wolverine en su traje original, Ms. Marvel en su traje original, Luke Cage en su traje original.
Beast en su primera transformación, Wonder Man, Iron Man con su vieja armadura.
Mockingbird, Jessica Jones en su traje de Jewel, Jean Grey con su traje de Phoenix, Sue Storm, Thor en su traje original, Spidey (Ditko-style!), White Queen en su traje original, Ojo de Halcón, Visión, Scarlet Witch.
Los héroes que salen de la nave afirman haber sido secuestrados y haber escapado del planeta Skrull. En el laboratorio, Reed se da cuenta de cómo los Skrull logran ser indetectables y al tratar de explicarle a Hank Pym este saca un arma y le dispara a Richards desparramando todo su cuerpo por el laboratorio. Hank se transforma en un Skrull, y le dice "Incluso Él te ama." 
En la Tierra salvaje ambos grupos de héroes están convencidos de que son los auténticos, y no impostores. Ares le advierte a su grupo que esto es una trampa, que alguien quiere hacerles caer en un conflicto y desviar su atención en el objetivo primordial, que es averiguar qué es lo que pasa. Luke Cage pierde la paciencia y golpea a su contraparte antigua. La pelea se desata. Ms. Marvel se lleva a Tony para protegerlo. Ambos llegan a la antigua base de los Mutantes, que está devastada y con varios cadáveres alrededor. Tony le pide a Carol que regrese a América para reunir a la Iniciativa para defender el planeta. Carol le pregunta a su líder qué es lo que va a hacer. Stark piensa construir una nueva armadura con la chatarra que hay en la base. Tony piensa usar lo único que los Skrulls no pueden replicar: su inteligencia.
La pelea entre los héroes es interrumpida cuando un dinosaurio aparece intempestivamente, dejando todo en desorden. Ambos bandos se dispersan entre la selva. Luke Cage y Wolverine modernos se dan cuenta de que el dinosaurio aplastó y mató al Spider-Man antiguo, revelando que es un Skrull. Cage se siente aliviado, pero todavía no puede confiar en Wolverine. Rōnin le quita el arco y las flechas a Ojo de Halcón, y, escondiéndose, empieza a atacar a los héroes antiguos. Sin embargo, y para su sorpresa, Capitán América muestra los reflejos y destreza del original, provocando las dudas en Clint. Mockingbird está escondida, y parece que entre las víctimas del dinosaurio se cuenta al Ojo de Halcón que venía con ella. El arquero también resulta ser un Skrull. Wolverine moderno se lanza contra ella, pero Mockingbird declara ser la auténtica. Ronin sale de entre las sombras, y confronta a que fuera su esposa. Ronin le dice si sabe acerca de lo que pasó el 12 de octubre. Mockingbird se sorprende, al ver que el encapuchado se trata de Clint. Ella le confirma que el 12 de octubre era la fecha en la que esperaba dar a luz al hijo del que estaba embarazada. Ronin les dice a Luke y a Wolverine que solo él y su esposa Bobbi saben de esto. Clint se quita la máscara, y marido y mujer vuelven a reunirse. Wolverine respeta la decisión de Ronin, pero que debe tener cuidado.
Mientras tanto, en Manhattan, el Edificio Baxter se ve envuelto por el portal de la Zona Negativa. La muchedumbre se reúne para ver el desastre y tomar video. Los Jóvenes Vengadores renegados (Patriot, Ojo de Halcón, Wiccan, Hulkling y Speed) observan, mientras deciden si ponerse sus trajes y entrar en acción. Sin embargo, la flotilla invasora Skrull aparece sobre la ciudad, y rayos teletransportadores anuncian la llegada de su armada, encabezada por los Super Skrulls, los cuales combinan a más de un centenar de poderes de personajes conocidos en el Universo Marvel.
Triángulo de las Bermudas: el Helicarrier de SHIELD se ha desplomado en el océano, con toda su tripulación, incluyendo a su Director Adjunto, María Hill. Para su sorpresa, en cubierta se encuentra Edwin Jarvis, Mayordomo de los Vengadores, quien les pide amablemente su rendición completa. Jarvis le revela a María Hill que ellos la designaron como Directora de SHIELD para este momento: con la organización infiltrada, esperan su rendición, con la promesa de que vivirá para tener un lugar en la "transición". Hill se opone, pero al ver que los soldados que la rodean son Skrulls, no le queda más remedio que obedecer.
Montaña Thunderbolt: El Capitán Mar-Vell da cuenta de los Thunderbolts (Venom, Songbird, Moonstone y Swordsman). Antes que de intente liquidarlos, Norman Osborn, Director del equipo, establece lo obvio: sin duda el Capitán no es lo que dice ser, y le pide que se sientes juntos a discutirlo civilizadamente. logra convencer a Captain Marvel de renunciar a su ataque, y dirigir su furia contra los verdaderos enemigos: los Skrulls. Osborn, Penance y los demás Tbolts se preparan para la guerra.
Spider-Woman intenta engañar a Iron Man mediante el virus electrónico, haciéndole creer que él es un Skrull también, establece una conversación muy reveladora con Tony: "Lo hiciste. Tu trabajo en la Tierra está hecho. Llegarás a ser conocido en la historia como el más grande soldado que la armada habrá tenido. Y tendrás para siempre mi amor incondicional. El amor de tu Reina." Dicho esto, ella besa a Tony, quien le dice que no es un Skrull. Ella le dice que no se preocupe, ya que fue entrenado para pensar en eso, y que ha salvado el día y a su raza, y lamenta que haya tenido que esconderle la verdad. Ella lo llama por su nombre Skrull, Kr'Ali, sin saber que alguien los está vigilando: se trata nada menos que de Black Widow, que después de hacer huir a Spider-Woman hace reaccionar a Tony, acto seguido confirma que wolverine es el original, Tony se dispone a terminar de reparar su armadura mientras les dice a sus compañeros que hay que encontrar a Reed Richards.
En una de las naves invasoras que se encuentran sobre la Tierra, se encuentra prisionero Reed Richards, cuyo cuerpo elástico es estirado al máximo para regocijo de los Skrulls, quienes disfrutan la tortura sobre su archienemigo. Pero lo que ellos no saben es que la agente Abigail Brand, Directora de SWORD, se abre paso en el vacío del espacio, y logra infiltrarse por un ducto dentro de la nave. La agente consigue liberarlo, lo que le permite construir un dispositivo para contrarrestar a los anteriormente indetectables Skrulls. 
De regreso en Times Square: Los Skrulls atacan sin piedad a los Jóvenes Vengadores y a la Iniciativa, dejando fuera de combate a Visión y a Protón. Sin embargo, un sismo sorprende a todos, quienes cesan el fuego. Los Skrulls no entienden lo que pasa, y uno de ellos explota intempestivamente.
Los responsables de esto se revelan ante la armada: se trata de Nick Fury, quien trae consigo a su nuevo equipo de Howling Commandos...
Yo Yo, una velocista, Druid, un mago, Stonewall, con super fuerza, Quake, con poderes sísmicos, Phobos, Dios del Miedo y Hellfire, con poderes ígneos.
Mientras Sentry huye despavorido tras ser engañado por los Skrulls, Ms. Marvel hace su entrada en la Ciudad de Nueva York para combatir a la Armada invasora, los cuales se encuentran sitiados por Nick Fury y su pequeño ejército de superhumanos, se sorprende al ver a Nick Fury de vuelta, pero el exdirector de SHIELD no confía en nadie por el momento, y le dispara, dejándola fuera de combate y a merced de los Skrulls, que la capturan. Carol no puede moverse, y el Yellowjacket impostor, en miniatura, la observa. Fury y Los Young Avengers han contenido a la mayoría de los invasores cambiando el rumbo de la batalla y rescatando a los caídos de la Iniciativa. Los Skrull rápidamente son rebasados. Entonces Furia llama a sus hombres a retirarse a fin de que puedan planear el siguiente movimiento en el nuevo puesto de mando Druid teletransporta a sus camaradas fuera del campo de batalla. Utilizando imágenes generadas de los dirigentes del mundo y las celebridades, los Skrulls anuncian su intención de asimilar todos los seres humanos en su cultura y forma de vida, declarando a la Tierra parte del imperio Skrull. La única manera de que la raza humana pueda salvar a su planeta es asimilándose. 
En la Tierra Salvaje, los diferentes superhéroes chocan de nuevo con el resto de héroes que escaparon de la nave, cada uno de ellos declarando que son o que se creen ser. Thor se dispone a atacarlos, pero una descarga de energía envuelve el campo de batalla: se trata de Reed Richards. El rayo transforma a los personajes "clásicos" en Skrulls. Los héroes modernos atacan sin piedad. Clint Barton, decepcionado de que Mockingbird es una Skrull, la mata a sangre fría.
Clint, lleno de rabia, jura acabar con todos los Skrulls invasores...
Noh-Varr, el guerrero Kree, evade a una nave de combate Skrull, que se estrella en la superficie terrestre. Al investigar descubre a Mar-Vell, cuyo último aliento sirve para inspirar al joven renegado que asuma la responsabilidad de ser el protector del mundo ante la invasión. Mar-Vell muere, dejando al descubierto su verdadera naturaleza Skrull. Noh-Varr toma una decisión. Los Skrulls declaran sus intenciones mediante un mensaje transmitido a todo el mundo: no vienen a someter a la raza humana y a quitarle su identidad, sino que llegaron para quedarse y restablecer el orden mundial, librando al orbe de toda guerra, diferencia social y enfermedad, añadiendo nuevas ideologías a su vasta cultura. Ellos no han atacado a sus gobiernos ni a sus ejércitos. Solamente han entablado combate contra los Superhéroes del Universo Marvel y SHIELD, porque representan todo aquello que le impide a la humanidad el avanzar hacia un estado superior de consciencia y calidad de vida. Los Skrulls invitan a los humanos a abrazar el cambio.
En diversos frentes, la tensión superhumana y Skrull aumenta: San Francisco (con los X-Men), Wakanda (con Black Panther), Attilan (con Medusa), la Tierra Salvaje (con Shanna y Zabu) e Israel (con Sabra).
Mientras tanto, La Reina Veranke llega al campamento Hammond. El Skrull que ha asumido la identidad de Hank Pym la recibe, esta tiene la forma de Spider-Woman. Ella confía en que la victoria es inminente, pero habrá que enfrentar a los Vengadores. Pym le asegura que mientras Wasp esté presente en la batalla, tendrán la ventaja y ganarán. Por otro lado, los Vengadores se reponen de sus heridas. Reed Richards y la agente Brand los transportan hacia Nueva York, el corazón de la invasión Skrull. Ellos ven que la ciudad está sitiada con naves de combate sobrevolando sus alrededores. Mientras tanto, en el barrio de Greenwich Village, donde se encuentra la casa abandonada de Stephen Strange, una manifestación de humanos apoyando a la raza Skrull aparece, dispuestos a abrazar el cambio que ofrecen los alienígenas. Sin embargo, Nick Fury, sus Secret Warriors y los Young Avengers aparecen para atacar a los invasores que se encuentran en dicho lugar. Una mujer le reclama a Fury, cuya violencia no ayuda en absoluto a este conflicto. 
The Hood y su Sindicato del Crimen aparece, esperando el momento oportuno para tomar cartas en el asunto sobre la invasión. Sin embargo, la atención de ambos es dirigida hacia lo lejos, cuando un relámpago azota a la ciudad: se trata de Thor, Dios del Trueno, quien comienza a llamar a los bandos en conflicto hacia un punto de reunión. Capitán América aparece ante la deidad. Thor no conoce a este nuevo Cap, pero le da el beneficio de la duda. Los Vengadores aparecen también, acompañados de Ka-Zar. Por otro frente, aparece Spider-Woman (Jessica Drew) y su ejército de Skrulls, quienes también acuden al llamado. Norman Osborn y sus Thunderbolts aparecen, con órdenes estrictas de atacar a los Skrulls. The Hood y los demás supervillanos también se presentan.
Reed Richards cuestiona a la Reina las razones de la invasión, y ella le responde que debió haberlo pensado dos veces antes de convertir a sus hermanos Skrulls en vacas tiempo atrás, demostrando su odio hacia el líder de los Cuatro Fantásticos. Los héroes no están seguros si aún pueden confiar entre ellos, pero Richards les asegura que ya sabe cómo distinguir entre un Skrull y ellos. La Reina le asegura lo mismo, diciéndole que gracias a él pudieron pasar desapercibidos ante la raza humana. La Reina proclama que los Skrulls han venido a salvarlos a todos de sus propios errores, y que Él los ama, a pesar de lo que le han hecho a su imperio, ahora en ruinas. Spider-Man pregunta quién es "ÉL". La Reina contesta sencillamente que se trata de "DIOS". Fury, de forma burlona, le dice que si SU Dios tiene un Martillo.
Dicho esto, Iron Man llama a la batalla: VENGADORES, UNIDOS.
Y así, el combate comienza
Uatu el Vigilante aparece, señalando que un acontecimiento de relevancia cósmica se está desarrollando, Central Park: Legiones de Skrull pelean contra los renovados Vengadores y el Sindicato del Crimen de The Hood. Veranke ordena eliminar a Reed Richards, mientras que el líder de los Cuatro Fantásticos les dice a sus camaradas que Spider-Woman es el objetivo. Janet pelea contra Yellowjacket, quien aumenta de tamaño para vencerla. Sin embargo, es golpeado por Stature, ganando la ventaja. Bullseye, el asesino encubierto de los Tbolts tiene en la mira a Daredevil y a Spider-Man con un lanzacohetes. Sin embargo, su verdadero blanco es Yellowjacket, atravesándole el ojo, por lo que el gigante cae estrepitosamente. La armadura de Iron Man no resiste más el combate, por lo que tiene que retirarse del campo de batalla. Mr. Fantastic es atacado por varios Skrulls como Susan Richards. Nick Fury le dice a sus Secret Warriors que salven al científico. Antes de que Stonewall se pueda presentar ante su ídolo, Yo-Yo lo saca de peligro a máxima velocidad. The Hood ordena sanción extrema en el calor de la batalla, por lo que Wolverine se lanza en combate a muerte contra Veranke, quien ofrece férrea resistencia ante las garras de Adamantium de Logan. Iron Man se dirige a la Torre Stark, donde Jessica Jones, su hija Danielle y el mayordomo Jarvis observan por televisión el combate. Jessica le pide a Jarvis que cuide a su hija, porque irá a ayudar a su esposo, Luke Cage, y que quizás no la vuelva a ver. Iron Man, antes de entrar a la Torre, divisa una ráfaga que se dirige a toda velocidad a Central Park. Nick Fury observa lo mismo, y les avisa a todos que se preparen para un impacto. Una explosión sacude a todos: se trata de Noh-Varr, el guerrero Kree, quien les dice a los invasores que, en el nombre del Capitán Mar-Vell y de su Imperio que la batalla ha terminado. Esto alienta a los héroes a dar la estocada final. Jessica se reúne con Luke. Ojo de Halcón (Kate Bishop) es herida de gravedad. Ronin toma su arco y flecha, y le pide a Visión que la lleve a un lugar seguro. Clint Barton lanza flechas incendiarias a los soldados Skrulls, y se apresta para lanzar una flecha hacia Veranke, que sigue luchando contra Wolverine. La flecha le atraviesa los pómulos, y la Reina cae al suelo. Yellowjacket se incorpora y dice que es el momento de terminar la batalla. Activando un sensor, hace que Janet se colapse, y empiece a perder el control de sus poderes. Ella recuerda aquel momento en el que Hank le entregó un suero mejorado para aumentar y disminuir de tamaño a voluntad. Ella ha sido engañada. En la Torre, Jarvis le habla a la bebé, mientras cambia de forma humana a Skrull: ellos han venido a morir si es necesario para hacer que la voluntad de Dios se cumpla, y los humanos nunca entenderán eso. No importa si ellos mueren, o los Skrulls mueren, mientras las palabras de sus profetas se hagan realidad.
En Central Park, Wasp crece exponencialmente, liberando una sustancia negra, que envuelve a todos los combatientes...
Cuando los Skrulls pierden la ventaja en el combate, transforman a la Avenger Wasp en una bomba biológica. Si los Skrulls no pueden poseer al planeta, nadie lo hará. Thor, Dios del Trueno, sacrifica a Wasp para disipar el peligro, creando un vórtice que engulle a la heroína. La Reina Veranke aún está viva, y es rodeada por todos los héroes. Sin embargo, antes de que alguien le ponga una mano encima, es sacudida por un impacto de bala, que le da muerte: se trata del propio Osborn, quien acaba con la amenaza, sacando de balance a la armada Skrull, ante los medios de difusión quienes graban el evento. Iron Man regresa, con una versión antigua de su armadura, y guía a los protectores de la Tierra a tomar la iniciativa, capturando Skrulls y llevando el ataque hacia el espacio. Tony Stark toma el control de una nave invasora, ya que ha descubierto algo importante.
Iron Man aterriza la nave. Cuando se abren sus compuertas, se muestra que en su interior se encuentran aquellos quienes fueron sustituidos por los alienígenas: Hank Pym, Sue Storm, Elektra, Dum Dum Dugan, Valentina, varios agentes de Hydra y SHIELD... y Bobbi Morse, alias Mockingbird. Osborn revela que los interrogatorios a los Skrulls indican que necesitaban el material genético de las personas a quienes suplantaban. The Hood y su Sindicato de Criminales escapan mientras los héroes están distraídos. Clint no puede creer que su esposa esté viva, y ambos se funden en un beso apasionado. Jessica Drew se encuentra entre los rehenes. Ella no entiende el por qué todos la miran con malos ojos. Nick Fury ve que Dum Dum y Valentina están a salvo, y se teletransporta con sus Secret Warriors, sin entablar palabra con alguno de ellos. Jessica Jones ve que Jarvis sale de la nave, y, espantada, vuela a toda velocidad hacia la Torre Avenger: no hay rastro alguno del Jarvis-Skrull, ni de su hija Danielle. Ms. Marvel lleva a Luke Cage a la Torre, donde recibe las malas noticias de su esposa. Susan y Reed Richards se dan cuenta de que su cuartel, el Edificio Baxter, está engullido por un portal hacia la Zona Negativa, y van a toda prisa a ver el paradero de su familia. Reed menciona que hay un protocolo de seguridad para estas cosas, y que seguramente Human Torch y Thing están en un subnivel, intentando poner las cosas en orden. Efectivamente, Johnny, Ben, Franklin y Valeria están a salvo. Reed activa un mecanismo que cierra el portal, dejando solamente la estructura y cimientos del Edificio. Los Skrulls que sobreviven son apresados, y le revelan a Hulkling y a los Young Avengers que su mundo está en ruinas, devastado, y que la Tierra era su única oportunidad para tener un hogar. Su fe era lo único que les quedaba, y ahora no tienen nada. Tony se alegra de que Thor se haya unido a la batalla, pero el Dios del Trueno está muy molesto con las recientes acciones de Stark (como el acto de registro que dio inicio a la Guerra Civil, la clonación de Thor y la muerte de Steve Rogers) y le dice que jamás volverá a pelear a su lado. Las cosas empeoran cuando Capitán América baja la cabeza y se retira, dejando al Avenger solo.
Norman Osborn acude a su cita con el destino, y narra al Presidente de los Estados Unidos el desenlace de la batalla final contra los Skrulls. Tanto Osborn como el mandatario coinciden que Tony Stark fracasó en su intento de preservar la seguridad nacional como director de SHIELD. El Presidente convoca a una conferencia de prensa, donde anuncia al mundo la designación de Norman Osborn como líder de Seguridad, y decide que todas las corporaciones actuales caerán bajo su jurisdicción. La agencia de SHIELD es disuelta, y se inicia una investigación sobre aquellos cuya negligencia causaron esta catástrofe. En las Industrias Stark, Maria Hill ve la conferencia por Televisión, decepcionada de que le hayan dado las llaves del reino a alguien tan despreciable como Norman Osborn. Tony parece quedar absorto en sus pensamientos, no sabe qué hacer.
Con la Torre Avenger bajo su propiedad, Osborn desciende hacia un sótano, donde se reúne con un conglomerado de personajes muy inusual:
Dr. Doom, soberano de la nación europea de Latveria. 
Namor, el otrora monarca de la extinta civilización de Atlantis. 
The Hood, líder del nuevo Sindicato de Super Criminales. 
Emma Frost, codirigente de los Hombres X y líder de opinión entre la población mutante. 
Loki, miembro del Panteón de los Dioses del mítico Reino de Asgard y ahora en forma de mujer
Osborn les anuncia cómo serán las cosas de ahora en adelante.

## Agentes skrulls conocidos
En esta sección están los personajes que han sido confirmados como skrulls, en orden de publicación. Algunos han sido remplazados recientemente o hace mucho tiempo.
- Elektra - descubierto en los Nuevos Vengadores #31. Después de haber sido asesinada por Echo.
- Rayo Negro - descubierto en los Nuevos Vengadores: Illuminati #5. Asesinado por Namor.
- Revolutionary (de los Libertadores) - descubierto en Vengadores: The Initiative Annual #1.
- Cobalt Man - descubierto en Captain Marvel #3.
- Cyclone - descubierto en Captain Marvel #4.
- Captain Marvel - descubierto en Captain Marvel #5.
- Valentina Allegra de Fontaine - descubierta en Secret Invasion Prologue. El primer skrull que la suplantó, fue asesinada por Nick Fury. Después otro skrull volvió a tomar la forma de ella, para después tomar la forma de Dum Dum Dugan. Se tiene entendido que este skrull murió durante la explosión suicida en la estación espacial S.W.O.R.D.
- Edwin Jarvis - descubierto en Secret Invasion #1.
- Henry Pym - descubierto en Secret Invasion #1.
- Sue Storm - remplazada por Lyja en Secret Invasion: Fantastic Four #1.
- Spider-Woman - descubierta en Secret Invasion #3. Es la reina skrull Veranke.
- Longshot - descubierto en X-Factor #33
- Coyote cachorro de Amadeus cho - descubierto en The incredible Herc #119.
- Hermano Voodoo - descubierto en Black Panther #38. Muerto por Cannibal.
- Sharon Ventura (She-Thing) - descubierta en Vengadores: The Initiative #16. Muerta por la Skrull Kill Krew.
- Blacksmith (de los Desert Stars) - descubierto en Vengadores: The Initiative #16. Muerto por 3-D Man (Delroy Garrett).
- Ahura - descubierto por Maximus en Secret Invasion: Inhumans #2. Derrotado por Maximus. El verdadero Ahura es capturado y vuelto prisionero de los Skrulls igual que su padre.
- Slug - descubierto en Nuevos Vengadores #46. Muerto por the Hood.
- Equinox (de la Fuerza de la Libertad) - descubierto en Vengadores: The Initiative #18. Asesinado por Nube 9.
- Thor Girl - descubierto en Vengadores: The Initiative #18. Asesinada por 3-D Man (Delroy Garrett) y Gravedad.

NOTA: Los héroes que fueron reemplazados fueron encontrados posteriormente por Iron Man en una nave Skrull en la órbita de la Tierra.

## Series involucradas

### Infiltración
Los siguientes títulos pertenecen a la infiltración:
- Vengadores: The Initiative Annual #1
- Nuevos Vengadores #38-39
- Nuevos Vengadores: Illuminati #5
- Captain Marvel (vol. 7) #3-5
- The Mighty Avengers #7
- Ms. Marvel (vol. 2) #25-27

### Secret Invasion
Los siguientes títulos pertenecen al arco principal de Secret Invasion:
| - Vengadores: The Initiative #14-19 - Black Panther (vol. 4) #39-41 - Captain Britain and MI: 13 #1-4 - Deadpool (vol. 4) #1-3 - Guardians of the Galaxy (vol. 2) #4-6 - Iron Man: Director of S.H.I.E.L.D. #33-35 - Incredible Hercules #117-120 - The Mighty Avengers #12-19 - Ms. Marvel (vol. 2) #28-30 - Nuevos Vengadores #40-47 - New Warriors (vol. 4) #14-15 - Nova (vol. 4) #16-18 - Punisher War Journal #24-25 | - Secret Invasion: Fantastic Four #1-3 - Secret Invasion: Front Line #1-5 - Secret Invasion: Home Invasion (cómic digital disponible en Marvel.com) - Secret Invasion: Inhumans - Secret Invasion: Runaways & Young Avengers #1-3 - Secret Invasion: Spider-ManBrand New Day #1-3 - Secret Invasion: Thor #1-3 - Secret Invasion: Who Do You Trust? - Secret Invasion: X-Men #1-4 - She-Hulk (vol. 2) #31-33 - Thunderbolts #122-125 - X-Factor (vol. 3) #33-34 |

## En México

### La Infiltración
Los siguientes títulos pertenecen a la infiltración y varios títulos relacionados para entender Secret Invasion:
- Marvel Clásico:Guerra Kree/Skrull #13-22
- Monster Edition: Vengadores:The Initiative #1-13
- Monster Edition:Secret War #1-5
- Secret Invasion: Vengadores:The Initiative #1
- Nuevos Vengadores #21 & 25
- Nuevos Vengadores: Illuminati #1-5
- Secret Invasion: Ms. Marvel #1-3
- The Mighty Avengers #4

### Secret Invasion
Los siguientes títulos pertenecen al arco principal de Secret Invasion:
| - Secret Invasion SAGA #1 One-shot - Secret Invasion #1-8 - Secret Invasion Requiem#1 One-shot - Secret Invasion: Vengadores: The Initiative #2-7 - The New Avengers #26-29 - The Mighty Avengers #7-11 - Secret Invasion:Ms. Marvel #4-6 - Captain Britain and MI: 13 #1-4 - Secret Invasion: Fantastic Four #1-3 - Secret Invasion: Runaways & Young Avengers #1-3 - Secret Invasion: Spider-Man #1-3 - Secret Invasion: X-Men #1-4 - Secret Invasion:Thunderbolts #1-4 - Thor #9-11 - Iron Man #14 |

## Merchandising
Marvel HeroClix liberados Secret Invasion un tema de refuerzo establecido sobre la base de la historia, con una cooperación sin precedentes de Marvel Comics. El juego incluye personajes que fueron puestos en libertad con la misma esculpir, pero podría ser un Skrull o el carácter que se duplicar. Los infiltrados incluido el Capitán Marvel, Dum-Dum Dugan, Yellowjacket, Elektra, Marvel, Spiderwoman y Mujer Invisible y fueron puestos en libertad como persecución en sus cifras de sólo Skrull personalidad. También se incluyen en el juego fueron los Super Skrull Illuminati, Super Skrull X-Men y Super Skrull Vengadores. En la lista HeroClix cartel, los infiltrados fueron redactados con una gráfica de los mismos como una sospecha de Skrull.

## Dark Reign
Dark Reign se ocupará de las secuelas de Secret Invasion, tal como se describe por Bendis: "algo muy malo sucede en Secret Invasion a los miembros de The Mighty Avengers. Y lo hice más una cuestión para tratarlo en un nivel emocional. Y eso se demuestra en Los Poderosos Vengadores # 20. También se establecen los "Oscuros Vengadores". Al mismo tiempo, también será la liberación del one-shot "Secret Invasion: Dark Reign" Con el artista Alex Maleev, que guiará la serie. Marvel mantuvo casi todos los detalles acerca de Dark Reign clasificados hasta la conclusión de Secret Invasion, como lo demuestra en sus Solicitudes de Venta del diciembre del 2008, sin embargo Bendis y Mike Deodato han sido confirmados como el escritor y artista para la próximo serie "Dark Avengers". Las últimas noticias eran de que Norman Osborn obtendría ganancias de la invasión, creando un grupo secreto de supervillanos que quieren dominar el mundo llamado The Cabal. Tony Stark es un fugitivo, Industrias Stark se convierte en parte de Oscorp, S.H.I.E.L.D. se disolvió debido a la enorme destrucción y corrupción para ser transformada en H.A.M.M.E.R. y Norman crea los Vengadores Oscuros disfrazando de héroes a varios villanos (Venom como Spider-Man, Bullseye como Ojo de Halcón y Daken como Wolverine entre otros).

## En otros medios

### Televisión
- La trama de la historia de La invasión secreta se adaptó en la serie animada The Avengers: Earth's Mightiest Heroes. Un periódico visto al comienzo del episodio "Maestros del Mal" incluye un titular de los recuerdos de un inquilino del Edificio Baxter de que fue reemplazado por un extranjero. También en el episodio "La Dinastía Kang", Kang el Conquistador hace referencia tanto a Civil War como a Secret Invasion diciendo: "La traición del Capitán América es solo el comienzo... Lo peor está por venir". Más tarde, hacia el final del episodio "El Piquete de la Viuda", la Madame Hydra capturada. Se revela que es un Skrull disfrazado. Al final del episodio "Un día a diferencia de cualquier otro", después de que los Vengadores regresan de su batalla con Loki, el Capitán América es atacado y reemplazado por un Skrull que dice "La infiltración ha comenzado" mientras el Skrull toma el lugar del Capitán América. En el episodio de estreno de la segunda temporada, "La Guerra Privada del Doctor Doom", la Mujer Invisible de los Cuatro Fantásticos también se reveló como un Skrull. Sin embargo, a partir de "Bienvenidos al Imperio Kree", solo el Doctor Doom y Nick Fury parecen estar conscientes de la infiltración. En "¿En quién confías?", (Spider-Woman en el cómic original). En el episodio "Infiltración", comienza la invasión de Skrull y los Vengadores Skrull engañan a Ms. Marvel para que los ayude a atacar a Wakanda y la Pantera Negra, pero los Vengadores Skrull son derrotados más tarde cuando Hawkeye y la Avispa aparecen. Veranke también instala un virus en la armadura de Iron Man. En el episodio "Invasión secreta", Nick Fury salva a Iron Man, el Capitán América regresa a la Tierra (junto con los verdaderos héroes y villanos que habían sido reemplazados antes), y Thor derrota a los Super-Skrulls y destruye su plan de respaldo.
- En diciembre de 2020, se anunció una serie de televisión de Disney+, Secret Invasion como parte del Universo cinematográfico de Marvel (UCM). Estará protagonizada por Samuel L. Jackson como Nick Fury y Ben Mendelsohn como Talos, ambos retomando sus papeles de las películas del UCM[4] y Kingsley Ben-Adir como el villano de la serie, mientras que Olivia Colman, Emilia Clarke, Killian Scott, Christopher McDonald y Carmen Ejogo fueron elegidos para papeles no revelados.

### Videojuegos
- Ubisoft y Marvel Entertainment declararon que Marvel Avengers: Battle for Earth fue influenciada por la Invasión Secreta.
- Secret Invasion se utiliza como base para el Capítulo 10 en la trama del juego Marvel Heroes.